# درین (رود)
درین (آلبانیایی: [Drin or Drini] Error: {{Lang}}: متن دارای نشانه‌گذاری ایتالیک است (راهنما); مقدونی: Дрим; یونانی: Δρινος) طولانی‌ترین رود کشور آلبانی است که ۳۳۵ کیلومتر (۲۰۸ مایل) طول دارد و ۲۸۵ کیلومتر (۱۷۷ مایل) آن در آلبانی جاری است. این رود به دریای آدریاتیک می‌ریزد.